# 羅漢外門里
羅漢外門里，是台灣南部自清治時期至日治初期的一個行政區劃，其範圍包括今高雄市的旗山區中西部及內門區東北部。
羅漢外門里北邊為內新化南里、楠梓仙溪東里，東邊為港西上里，南邊為觀音內里，西邊為觀音上里、嘉祥內里、羅漢內門里。

## 管轄街庄
羅漢外門里共轄7個街庄：
- 今旗山區境內：蕃薯藔街、北勢庄、溪州庄、磱碡坑庄、圓潭仔庄
- 今內門區境內：萊仔坑庄、溝坪庄